# Francesco Maria Manzi
Francesco Maria Manzi (francesizzato in François-Marie de Manzi; Longiano, 6 novembre 1694 – Avignone, 6 novembre 1774) è stato un arcivescovo cattolico italiano.

## Biografia
Francesco Maria Manzi, noto come François Marie de Mansi, nacque nel castello di Longiano nella diocesi di Rimini da una famiglia di patrizi di Cesena. Studiò lettere al collegio di Urbino e poi al collegio Montalto di Bologna. Conseguì la laurea in utroque iure e successivamente partì per Roma. Ordinato sacerdote nel 1731 divenne uditore per la nunziatura apostolica in Polonia. Servì papa Benedetto XIV come segretario della cifra della Dieta di Francoforte (1745) durante i negoziati che precedettero l'elezione dell'imperatore Francesco I e fu ricompensato con la nomina a vescovo di Cavaillon, del 30 luglio 1742.
Entrò in diocesi il 30 ottobre 1743. Fu trasferito alla sede arcivescovile di Avignone nel 1757 a seguito della morte di Joseph de Guyon Crochans, suo consacrante, nel 1756. Ricoprì la carica di vice-legato pontificio ad Avignone nel 1760 e dal 1766 al 1767.
Dopo l'espulsione dei gesuiti dal Regno di Francia, li ricevette nel Contado Venassino ma durante l'occupazione della regione da parte delle truppe di Luigi XV tra il 1768 e il 1774, si sottomise al re di Francia, per cui fu destituito ed esiliato dal papa. Venne tuttavia reintegrato nella sede di Avignone, ma dovette affrontare l'opposizione del suo vicario generale Malière; divenne nuovamente vice-legato nel 1774, ma morì lo stesso anno il giorno del suo 80º genetliaco.

## Genealogia episcopale
La genealogia episcopale è:
- Cardinale Scipione Rebiba
- Cardinale Giulio Antonio Santorio
- Cardinale Girolamo Bernerio, O.P.
- Arcivescovo Galeazzo Sanvitale
- Cardinale Ludovico Ludovisi
- Cardinale Luigi Caetani
- Cardinale Ulderico Carpegna
- Cardinale Paluzzo Paluzzi Altieri degli Albertoni
- Cardinale Gaspare Carpegna
- Cardinale Francesco Acquaviva d'Aragona
- Arcivescovo Joseph de Guyon de Crochans
- Arcivescovo Francesco Maria Manzi